# Humusz Szövetség

A hulladék: A megelőzés a legfontosabb!

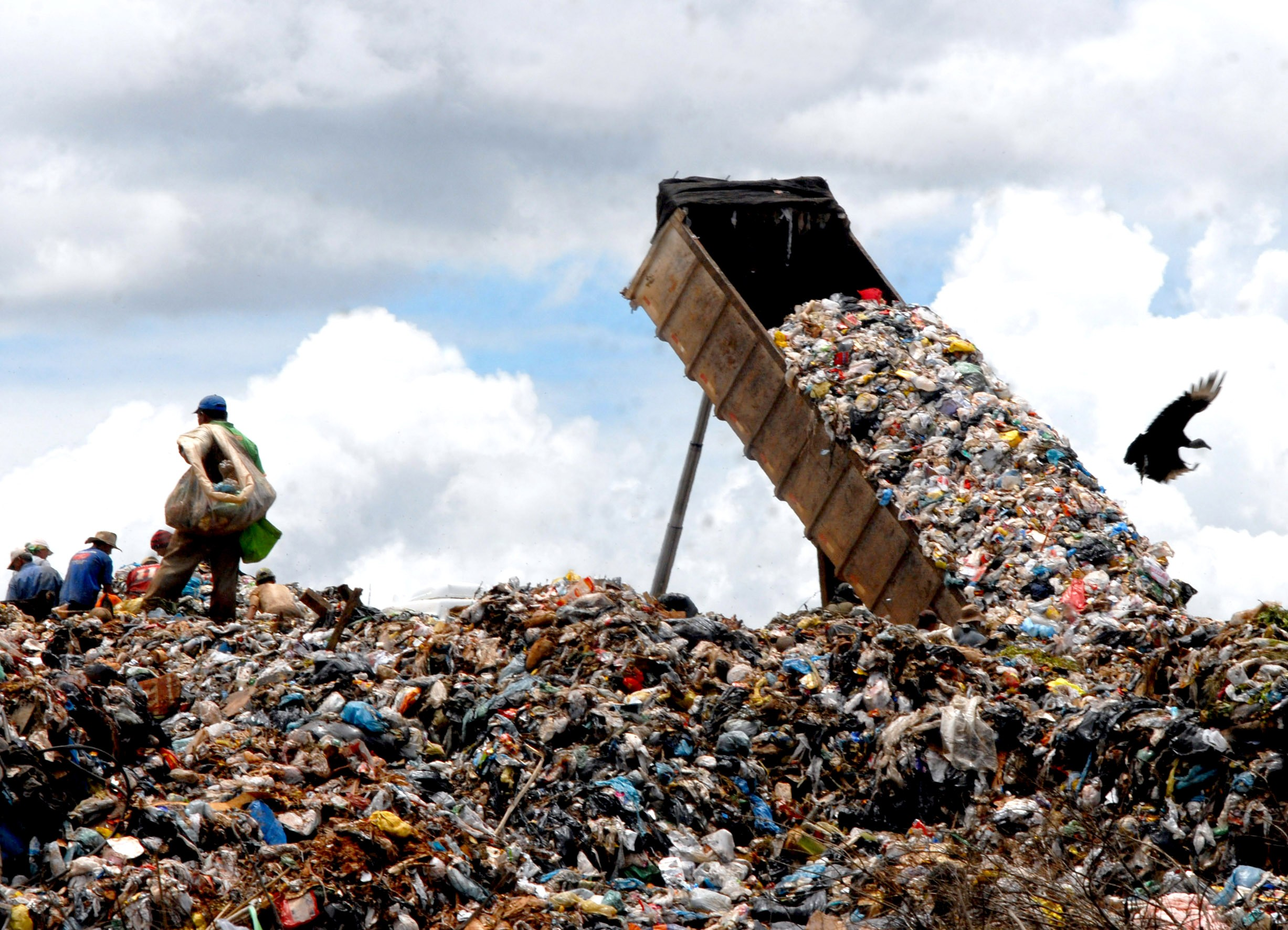
Hulladéklerakás – nem megoldás

A Humusz Szövetség (régebbi nevén Hulladék Munkaszövetség) 14 magyar környezetvédő szervezet szövetségeként jött létre 1995-ben, független társadalmi szervezetként működik. Tevékenységei közé tartozik a fenntartható termelési és fogyasztási gyakorlatok népszerűsítése, lakossági tanácsadás, környezeti nevelés, ismeretterjesztés, közösség- és hálózatépítés. A HuMuSz nem politizál, pártoktól független és azoknak anyagi támogatást nem nyújt, országgyűlési képviselőjelöltet nem állít és nem támogat.

## Tevékenység
A Humusz Szövetség tevékenysége igen sokszínű, tematikus programjaik a következők:

### Nulla Hulladék Program
2008-ban indult program, melynek témája a hulladék megelőzése, az újrahasználat, komposztálás és a szelektív hulladékgyűjtés népszerűsítése. Jelmondata: „Valósítsd meg önmagad! – maradék nélkül.” A nulla hulladék (zero waste) elmélete egy olyan termelési és fogyasztási rendszert dolgoz ki, amelyben „nem keletkezik végleges hulladék, valamint az anyag- és energiafelhasználásunk nem lépi túl a fenntartható szintet – mégis sikerül mindannyiunk (társadalmi, gazdasági, környezeti) jól-létét biztosítani.”
A nulla hulladék hálózat jelenlegi tagjai a következők:
| - Az Európai Emberért a falvakban Közhasznú Alapítvány - Balmazújvárosi Környezetvédelmi Csoport - Barangoló Közhasznú Egyesület - BME Egyetemi Zöld Kör - Csóri Alkotó Közösség - Egészséges Palotáért Egyesület - Fészekrakó Halas Kistérségi Nagycsaládosok Egyesülete - Gaja Környezetvédő Egyesület - Galgamenti Népfőiskola | - Göncöl Alapítvány - Iszkaszentgyörgyi Természet- és Környezetvédő Egyesület - Keresztúri Társas Kör - Kokukk Egyesület Archiválva 2020. október 30-i dátummal a Wayback Machine-ben - Komposztfórum Magyarország Egyesület - Környezetvédő Egyesület Érd - Körösök Völgye Naturpark Egyesület - Laurus Alapítvány - Magyar Szalmaépítők Egyesülete Archiválva 2020. augusztus 4-i dátummal a Wayback Machine-ben - Nagykovácsi Természet- és Környezetvédő Egyesület | - Okányi Település-szépítők Egyesületet - Otthonunk Bakonykúti Egyesület - Ökocsiga Játszóház - ÖKO Munkacsoport Alapítvány - Pilisszántó Faluszépítő Egyesület - Pilisszentivánért Faluszépítő és Környezetvédelmi Egyesület - Pro Natura St. Gotthard Civil Összefogás Egyesület - Remete Csemete Alapítvány Archiválva 2011. június 13-i dátummal a Wayback Machine-ben - Szebb Környezetünkért Egyesület - Szedresi Sziget Egyesület | - TITOK Klub - Ürömi Teleház Közhasznú Egyesület - Városvédők Egyesülete - Városszépítő Egyesület Kiskunmajsa - Zöld Ernyő Projek - Zöld Hangyák - Zöld Kör - Zöldövezet Társulás Környezetvédelmi Egyesület Archiválva 2017. január 1-i dátummal a Wayback Machine-ben - Zöldtárs Alapítvány |

### Oktatás és szemléletformálás

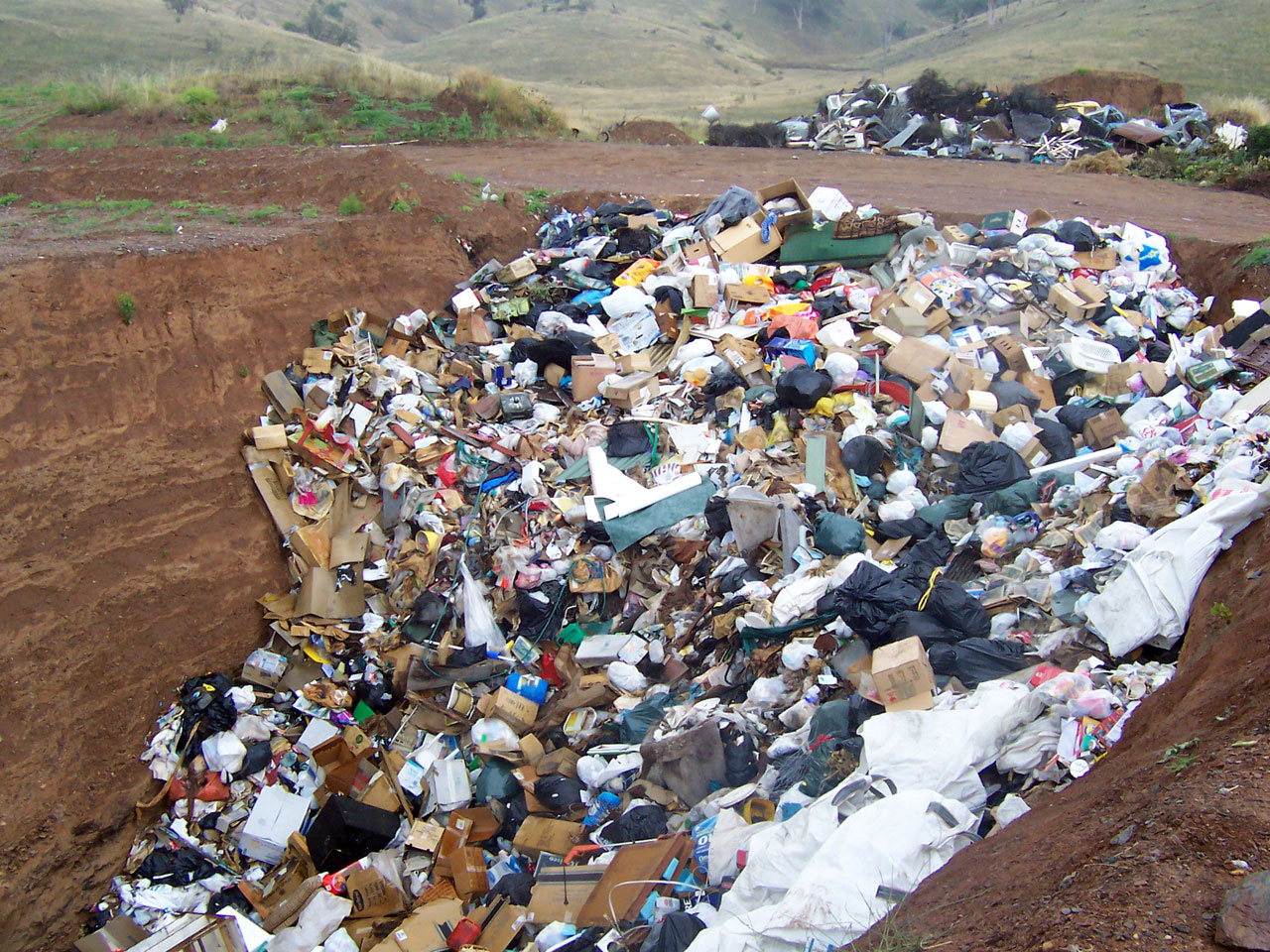
Illegális hulladéklerakó

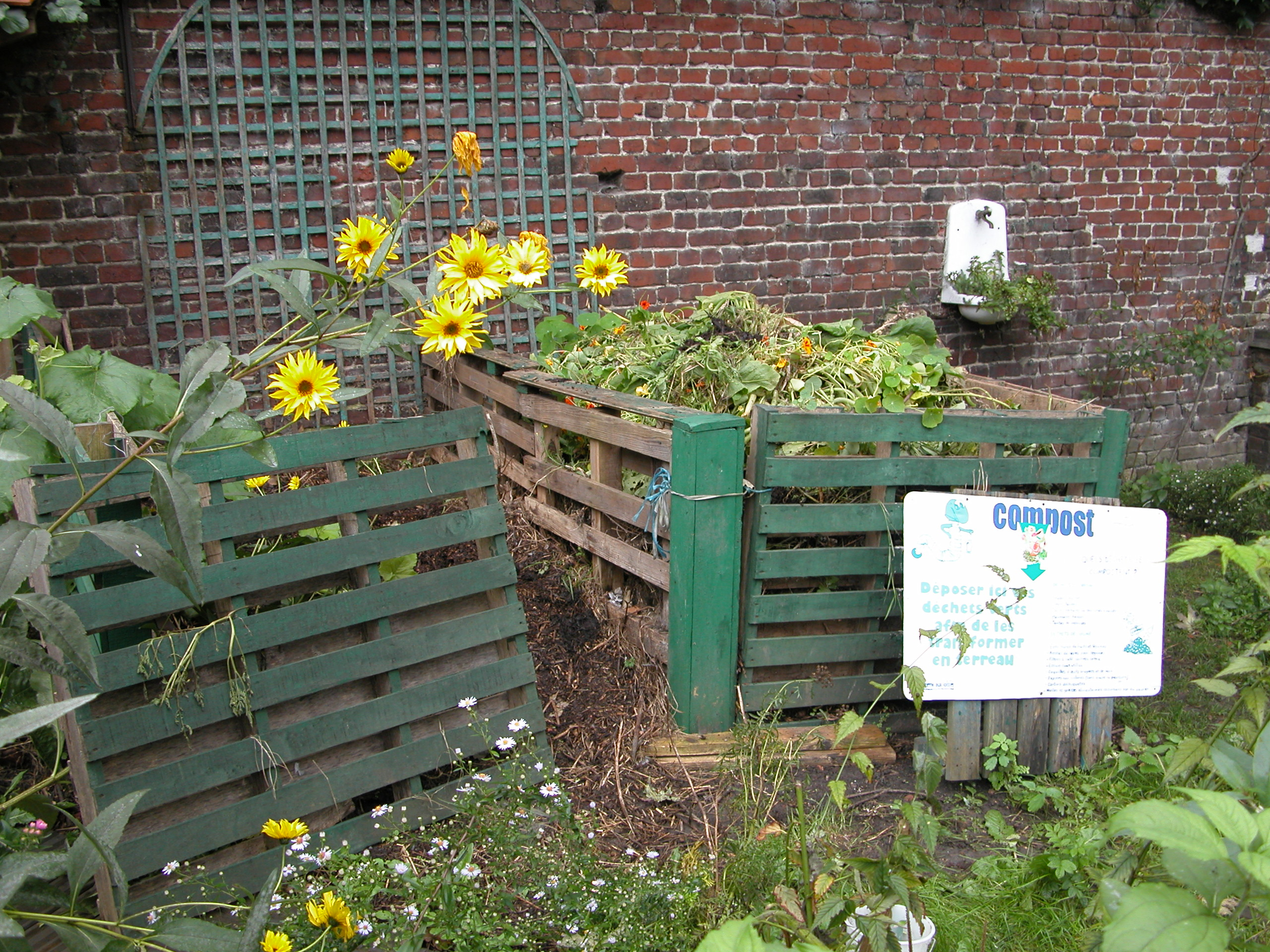
Komposztálás – a konyhai és kerti hulladékok kezelésének egyik módja

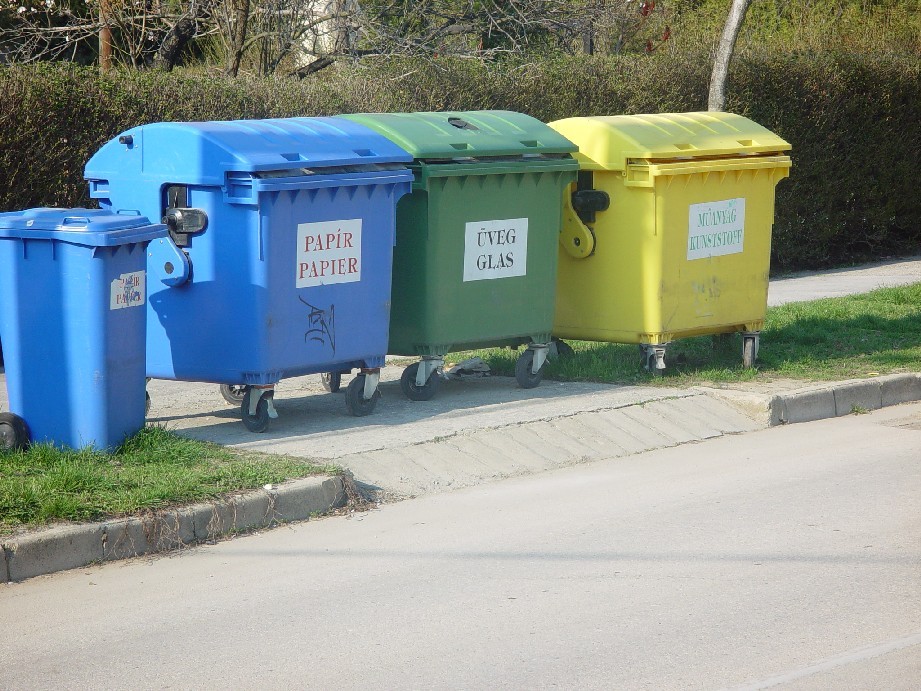
Szelektív hulladékgyűjtő sziget

Oktatási tevékenységei közé tartozik a KukaBúvár folyóirat és egyéb kiadványok készítése, kiállítások, előadások és konferenciák szervezése. Iskolai csoportokat fogadására is van lehetőség a szervezet székhelyén, melynek során oktatóteremben és tanösvényen szemléltetik a túlzott fogyasztás következményeit a tanulókkal. Ezen kívül akkreditált pedagógus továbbképzéseket is szerveznek, valamit Saláta címmel havonta hírlevelet állítanak össze a környezeti nevelőket érintő témákról. Ingyenes lakossági előadásokat is szerveznek Zöld kalandozások címmel, melynek keretén belül a hulladékprobléma és az ökológiai fogyasztóvédelem mindennapi kérdéseivel ismerkedhetnek meg a résztvevők. Az előadásokról videófelvétel is készül, az archívum megtekinthető itt: http://humusz.hu/zoldkalandozasok
A Humusz Szövetség oktatási tevékenységei a következők:
- hulladékos játszóház és tanösvény működtetése
- környezeti nevelést segítő kiadványok készítése
- akkreditált pedagógus-továbbképzés szervezése[7]
- Belefulladunk? című oktatócsomag összeállítása[8]
- Saláta című elektronikus pedagógus hírlevél szerkesztése
- játékos oktató CD-ROM-ot összeállítása, Mi lesz a szeméttel? címmel
- ingyenes lakossági előadás havonta egyszer a Humusz Házban

### Tájsebészet kampány
A Tájsebészet kampány az illegális hulladéklerakók felszámolásáról szól, a kampányhoz négy év alatt több száz csoport kapcsolódott. A kampány eredményeképp több, mint kétezer szemétlerakót tártak fel, és mintegy kétszázat fel is számoltak.

### Környezetpolitikai tevékenység
A Humusz Szövetség szakértői rész vésznek a különféle szintű környezetpolitikai, jogszabály- és projekt előkészítő folyamatokban is. Ezen munka során jogszabályokat véleményeznek, indítványokat terjesztenek be, valamint a hulladékgazdálkodási törvény megalkotásában is részt vettek.

### Komposztálás kampány
Az Öko-Fórum Alapítvány, a KÖTHÁLÓ és a SZIKE együttműködésében 2006-ban Komposztálj! címmel országos kampányt indítottak el a házi komposztálás népszerűsítésének érdekében. Jelenleg a háztartási szemét 30 százalékát zöld hulladék alkotja, amely komposztálható lenne, ezzel is csökkentve a keletkező hulladék mennyiségét. Céljaik között szerepel az országban jelenleg is működő, elindult programok támogatása és népszerűsítése, információ- és segítségnyújtás a lakosságnak, oktatási intézményeknek, önkormányzatoknak és helyi szervezeteknek egyaránt.

### Pirománia kampány – a hulladékégetés ellen
A hulladékégetés rendkívül káros, mivel az égetéssel energiát és másodnyersanyagokat pazarolunk el. Égetés során a hulladék egészségkárosító anyagokká alakul át. A Humusz Szövetség kiadványokat készít és kampányt folytat, melyben részletesen bemutatja az alternatív hulladékgazdálkodási rendszereket.

## Humusz Ház
A Humusz Ház lakossági tanácsadó irodaként és oktatóközpontként működik. A tanácsadó iroda célja, elősegítse a lakosság környezeti tájékozottságát. Tájékoztatást adnak a háztartások környezettudatosabbá tételéhez, cégeknek a környezetbarát iroda kialakításához, pedagógusoknak szakmai segédanyagokat biztosítanak, valamint más civil szervezeteknek környezetvédelmi ügyekben tanácsot adnak.
Mindezeken túl a Humusz Ház egy színes, interaktív kiállításnak és egy tanösvénynek is helyet ad. A Humusz Ház kiállító- és oktatótermében, illetve környezetvédelmi tanösvényén 90 perces foglalkozások során a gyerekek jobban megismerhetik az egyes környezetvédelmi témákat.
- Cím: 1111 Budapest, Saru u. 11.
- Telefon: (06) 1/386-2648
- Drótposta: humusz@humusz.hu
- Nyitvatartás: hétfő, kedd, szerda és péntek 9.00-17.00, csütörtök szünnap

## Tagszervezetek
A Humusz Szövetség tagszervezetei a következők:
- Csalán Egyesület
- CSEMETE Egyesület
- E-MISSZIÓ Egyesület
- GAJA Környezetvédő Egyesület
- GATE Zöld Klub
- Nimfea Természetvédelmi Egyesület
- PANGEA Egyesület
- Pécsi Zöld Kör
- REFLEX Környezetvédő Egyesület
- SZIKE Környezet- és Egészségvédelmi Egyesület
- Zöld Akció Egyesület
- Zöld Kör
- ZöldÖvezet Társulás